# اسلاوهاراد
اسلاوهاراد (به لاتین: Slawharad) یک منطقهٔ مسکونی در بلاروس است که در منطقه موگیلف واقع شده‌است. اسلاوهاراد ۷٬۹۹۲ نفر جمعیت دارد.